# 채이식
채이식(蔡利植, 1949년 9월 12일~)은 대한민국의 법학자, 대학 교수, 변호사이다. 고려대학교 법학전문대학원 학장이며, 국제해사기구(IMO) 법률위원회 의장을 역임했다.

## 생애
고려대학교와 런던대학교 정경학부 대학원을 졸업한 뒤 고려대학교 법학전문대학원 학장을 맡고 있으며 국제유류오염보상기금(IOPC Fund)의 한국수석대표 및 집행위 의장, 국제해사기구(IMO) 법률위원회 의장으로 활동해왔다.

## 학력
- 고려대학교 법과대학 행정학과
- 런던 대학교 대학원

## 경력
- 1993년 한국선급 법률고문
- 1994년 ~ 고려대학교 법학과 교수
- 1995년 ~ 1998년 국제투명성기구 한국대표
- 1998년 ~ 2000년 한국해양방제조합 법률고문
- 2004년 한국해법회 회장
- 2005년 국제해사기구 법률위원회 의장
- 고려대학교 법무대학원 원장
- 고려대학교 법과대학 학장
- 고려대학교 법학전문대학원 원장

## 수상
- 2013 자랑스런 고대법대인상.[3]